# Badminton-Afrikameisterschaft 1988
Die Badminton-Afrikameisterschaft 1988 fand vom 7. bis zum 13. August 1988 in Lagos in Nigeria statt. Es war die fünfte Austragung der kontinentalen Titelkämpfe in Afrika.

## Medaillengewinner
| Disziplin    | Gold                       | Silber                          | Bronze                               |
| ------------ | -------------------------- | ------------------------------- | ------------------------------------ |
| Herreneinzel | Tamuno Gibson              | Babatunde Badiru                | Shahnawaz Kayumali                   |
| Herreneinzel | Tamuno Gibson              | Babatunde Badiru                | Nassor Juma                          |
| Dameneinzel  | Oby Edoga                  | Dayo Oyewusi                    | Cathy Foo Kune                       |
| Dameneinzel  | Oby Edoga                  | Dayo Oyewusi                    | Y. Oni                               |
| Herrendoppel | Tamuno Gibson Fatai Tokosi | Mohamed Juma Nassor Juma        | Mselem Juma Shahnawaz Kayumali       |
| Herrendoppel | Tamuno Gibson Fatai Tokosi | Mohamed Juma Nassor Juma        | Geenesh Dussain Jean-Michel Duverge  |
| Damendoppel  | Oby Edoga Dayo Oyewusi     | C. Olua Y. Oni                  | Nasra Juma Sharifa Juma              |
| Damendoppel  | Oby Edoga Dayo Oyewusi     | C. Olua Y. Oni                  | Vandanah Seesurun Martine de Souza   |
| Mixed        | Tamuno Gibson Oby Edoga    | Jacques Foo Kune Cathy Foo Kune | Mohamed Juma Nasra Juma              |
| Mixed        | Tamuno Gibson Oby Edoga    | Jacques Foo Kune Cathy Foo Kune | Jean-Michel Duverge Martine de Souza |
| Herrenteam   | Nigeria                    | Tansania                        | Mauritius                            |
| Damenteam    | Nigeria                    | Tansania                        | Mauritius                            |
| Mixed Team   | Nigeria                    | Tansania                        | Mauritius                            |
| Juniorenteam | Nigeria                    | Tansania                        | Mauritius                            |